# Шварц-Фукс, Кристина
Кристина Шварц-Фукс (урождённая Шварц, нем. Christine Schwarz-Fuchs; род. 29 июня 1974, Брегенц) — австрийская предпринимательница и политический деятель. Член Австрийской народной партии. Член Федерального совета, верхней палаты парламента Австрии, избранный ландтагом земли Форарльберг с 14 января 2020 года. Президент Федерального совета с 1 января 2022 года.

## Биография
Родилась 29 июня 1974 года в Брегенце.
Начальную школу окончила в Лустенау. Затем училась в младших классах гимназии в Дорнбирне, затем в средней школе в Лустенау. В 2000 году окончила Венский университет экономики и бизнеса, получила степень магистра коммерческих наук. По студенческому обмену училась один семестр в Университете Новой Англии в Армидейле в Австралии.
Работала один год в отделе маркетинговых исследований аэропортовых услуг компании Port of Portland в Портленде в штате Орегон, которая контролирует международный аэропорт Портленда. С 2000 года работает в компании Buchdruckerei Lustenau (BuLu) в Лустенау, предоставляющей полиграфические услуги, с 2003 года — исполнительный директор.
С 2019 года — вице-президент отделения австрийского Объединения промышленников (Industriellenvereinigung) в земле Форарльберг и заместитель председателя отделения Австрийского хозяйственного союза (Österreichischer Wirtschaftsbund).
С 14 января 2020 года — член Федерального совета, представляет ландтаг земли Форарльберг, сменила Магнуса Бруннера, назначенного заместителем министра по делам защиты климата, экологии, энергетики, транспорта, инноваций и технологий Австрии во втором правительстве Себастьяна Курца. Во второй половине 2021 года — вице-президент Федерального совета, в первой половине 2022 года — президент, на обеих должностях сменила Петера Раггля.

## Личная жизнь
Живёт в Дорнбирне. Замужем за Андреасом Фуксом (Andreas Fuchs). Имеет двух детей.